# 하늘에서 음식이 내린다면 2
《하늘에서 음식이 내린다면 2》(영어: Cloudy with a Chance of Meatballs 2)는 2013년 공개된 미국의 SF 코미디 애니메이션 영화로, 2009년작 《하늘에서 음식이 내린다면》의 후속작이다. 감독은 코디 캐머런과 크리스 피언 콤비로 바뀌었고, 전편의 감독이었던 필 로드 & 크리스토퍼 밀러는 프로듀서로 참여한다.
성우진으로는 빌 헤이더, 애나 패리스, 닐 패트릭 해리스, 앤디 샘버그 등이 전편에 이어 출연하는 한편, 새로운 캐릭터 '체스터 V' 역으로 윌 포테이가, '바브' 역으로 크리스틴 샬이 참여했다.

## 줄거리
전편의 마지막 장면에서 이어진다. 주인공 플린트와 동료들은 '플린드슴디펄(FLDSMDFR)' 때문에 벌어진 음식폭풍 사건을 해결한 것을 축하했지만 이미 음식으로 가득 차버린 꿀꺽퐁당섬에서는 더 이상 살 수가 없었다. 그때 천재 발명가 체스터 V가 그들 앞에 나타난다. 체스터 V는 '리브 코퍼레이션'의 회장이며 플린트의 어린 시절 우상이었다. 체스터는 자신의 회사 직원들이 섬을 치워줄 것이며,주민들은 '샌프란호세'라는 곳에 옮겨가 살게 해준다. 그리고 플린트에게는 자기 회사에 입사할 것을 권유한다. 플린트는 가족과 친구들과 연구소를 짓겠다는 약속을 한 참이라 망설였지만 결국 입사하게 된다.
플린트가 샌프란호세에서 살며 리브 코퍼레이션에서 일한 지 6개월이 흐른다. 플린트는 꾸준히 회사에 발명품을 제출했으나 염원하던 싱쿼노트(Thinkuanaut)에 뽑힌 것은 다른 사람이었다. 더욱이 플린트의 발명품이 발표장에서 폭발하는 바람에 플린트는 웃음거리가 되고, 상심한 채로 집에 돌아온다. 그런데 체스터의 비서인 천재 오랑우탄 바브가 방문하여 체스터가 그를 찾는다면서 데리고 간다. 체스터는 꿀꺽퐁당섬이 아직 가동하고 있는 플린드슴디펄이 만들어낸 음식과 동물의 합성 생명체 '푸드몬스터(foodimals)'로 가득하다면서, 플린드슴디펄을 멈출 수 있는 프로그램이 담긴 USB를 플린트에게 주고 섬에 가서 그것을 파괴하라고 한다. 체스터는 친구들에게는 비밀로 하라고 했지만, 플린트는 신나서 모든 것을 떠벌리고 다니는 바람에 샘, 아버지 팀, 치킨 브렌트, 경찰관 얼이 다시 모여 섬으로 향한다. 그러자 체스터와 바브 또한 섬으로 뒤따라 간다.
섬에 도착해보니 그곳은 정글처럼 변해 있었고 곧 기이한 푸드몬스터들과 만나게 된다. 그리고 딸기 생명체 '배리'가 나타나 그만 플린트의 USB를 삼키는 바람에 배리를 쫓아다니게 된다. 일행 앞에 나타난 체스터는 푸드몬스터들이 위험하다고 주장하지만 샘은 선량하기만 한 푸드몬스터들을 보고 의구심을 가지게 된다. 이러한 주제로 대립한 끝에 플린트는 샘과 동료들과 싸운 뒤 헤어지고 만다. 혼자 남은 플린트는 체스터, 바브와 함께 플린드슴디펄이 있는 곳으로 향한다. 그리고 플린트와 헤어진 샘 일행은 리브 코퍼레이션의 직원들인 '싱쿼노트'가 푸드몬스터를 잡아들이는 광경을 보고 그들을 막으려다 모두 사로잡히고 만다.
플린드슴디펄 앞에 도착한 플린트는 USB를 꽂아넣으려고 하지만, 그 자리에서 태어난 마시맬로를 보고 푸드몬스터들에 공감하게 되면서 플린드슴디펄을 정지시키지 않기로 결정한다. 그러자 체스터가 화를 내며 억지로 USB를 꽂아넣었는데, 알고 보니 USB는 기계를 파괴하는 것이 아니라 체스터가 통제할 수 있도록 하는 것이었다. 체스터의 야망은 플린드슴디펄이 만들어내는 음식들로 회사의 주력 상품인 에너지바를 만들려는 속셈이었다. 동경하던 우상에게 속았음을 알게 된 플린트는 반발하지만 체스터는 플린트를 강에 빠뜨려 버린다. 그러나 플린트는 마시맬로들의 도움으로 살아 남는 데 성공하고, 배에 남아 있었던 아버지 팀과 만난다.
플린트는 아버지와 다른 푸드몬스터와 힘을 합쳐 리브 코퍼레이션이 푸드몬스터들을 잡아 놓고 있는 시설을 공격하고 푸드몬스터들을 해방시킨다. 체스터가 나타나 인질로 잡은 친구들을 분쇄기에 놓고 협박한다. 그러나 플린트는 자신의 발명품을 활용해서 그것을 저지하는 데 성공한다. 체스터는 도망치려고 하지만 '치즈거미'에게 먹혀 버린다. 플린트는 플린드슴디펄을 재가동시키는 데 성공하고 기계는 다시 푸드몬스터들을 만들어 낸다. 플린트와 친구들은 체스터의 비서 바브를 받아들여 섬에서 다시 살아가기 시작한다.

## 성우진
| 배역          | 영어 성우        | 한국어 성우 |
| ------------- | ---------------- | ----------- |
| 플린트 락우드 | 빌 헤이더        | 엄상현      |
| 샘 스팍스     | 애나 패리스      | 문남숙      |
| 팀 락우드     | 제임스 칸        | 이종구      |
| 체스터 V      | 윌 포테이        | 정훈석      |
| 브렌트        | 앤디 샘버그      |             |
| 스티브        | 닐 패트릭 해리스 |             |
| 매니          | 벤저민 브랫      |             |
| 얼            | 테리 크루스      |             |
| 바브          | 크리스틴 샬      |             |
| 배리          | 코디 캐머런      |             |
| 칼            | 카마니 그리핀    |             |
| 패트릭        | 앨 로커          |             |

## 기타
- 원작자: 론 바렛
- 원작자: 주디 바렛